# The Brawling Brutes
The Brawling Brutes foi uma equipe de luta profissional britânica e irlandesa na WWE composta pelo líder Sheamus (Irlanda), Ridge Holland (Inglaterra) e Butch (Inglaterra). O grupo começou em novembro de 2021. Em agosto de 2023, Sheamus sofreu uma lesão no ombro e, três meses depois, em novembro, Holland abandonou Butch em uma luta de duplas, encerrando o grupo no processo.

## História
Durante o WWE Draft de 2021, Holland foi transferido do NXT para o SmackDown. No episódio de 5 de novembro do SmackDown, durante uma entrevista nos bastidores, Holland se referiu a Sheamus como seu ídolo. Em 19 de novembro no episódio do SmackDown, Holland ajudou Sheamus a derrotar Cesaro, Ricochet e Jinder Mahal em uma luta four-way, iniciando uma aliança entre os dois. Em 1 de janeiro de 2022, no Day 1, Holland se uniu a Sheamus para derrotar Cesaro e Ricochet, no entanto, durante a partida, Holland sofreria uma fratura no nariz e seria removido no meio da partida.
Em março, eles entrariam em uma rivalidade com The New Day, onde no episódio de 11 de março do SmackDown, Sheamus e Holland apresentariam Butch como parte de seu grupo. Durante a partida subsequente entre as duas equipes, Holland errou um overhead belly-to-belly suplex em Big E fora do ringue, resultando em Big E pousando no topo de sua cabeça e sofrendo uma fratura no pescoço. Como tal, Big E foi prontamente retirado da rivalidade, deixando apenas Kofi Kingston e Xavier Woods. Na Noite 2 da WrestleMania 38, Holland e Sheamus derrotaram Kingston e Woods em uma luta de duplas.
No episódio de 19 de agosto do SmackDown, Sheamus venceu uma luta fatal five-way, ganhando uma luta contra Gunther pelo Campeonato Intercontinental no Clash at the Castle. Na semana seguinte no SmackDown, Sheamus e Gunther tiveram um confronto, no qual os respectivos aliados de Sheamus e Gunther, Butch e Ludwig Kaiser, se envolveram em uma briga enquanto Sheamus e Gunther permaneceram imóveis, olhando um para o outro, e eventualmente começaram uma lenta virada da sua stable. No Clash at the Castle, Sheamus perdeu para Gunther, mas foi aplaudido de pé pela multidão de Cardiff no que foi uma luta de 5 estrelas aclamada pela crítica, de acordo com o Wrestling Observer Newsletter de Dave Meltzer, cimentando o face turn do grupo. No episódio de 23 de setembro do Smackdown, Holland e Butch enfrentaram The Usos pelo Campeonato Indiscutível de Duplas da WWE, mas não tiveram sucesso após a interferência de Imperium.